# 重臣会议 (俄罗斯)

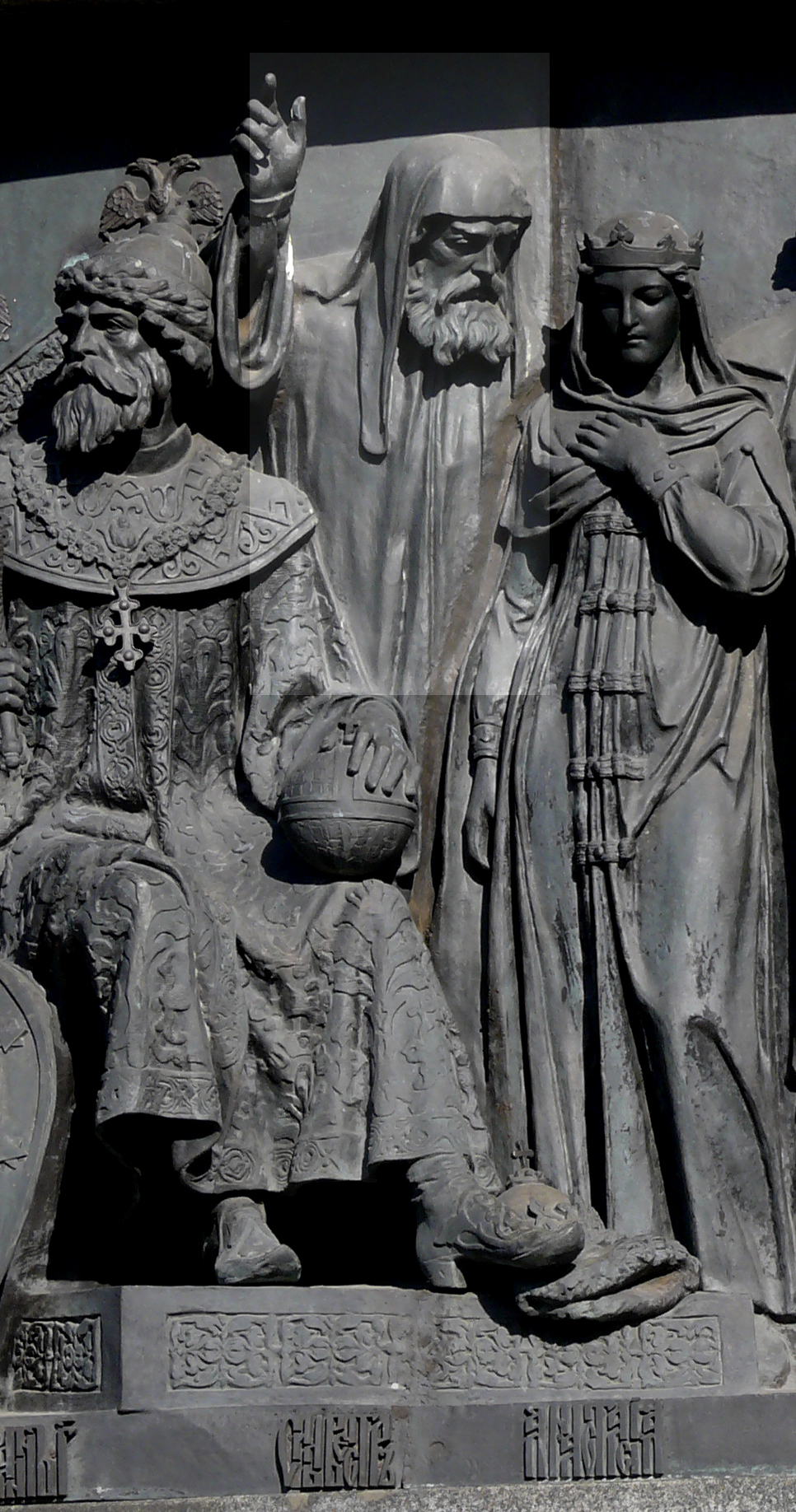
西尔维斯特

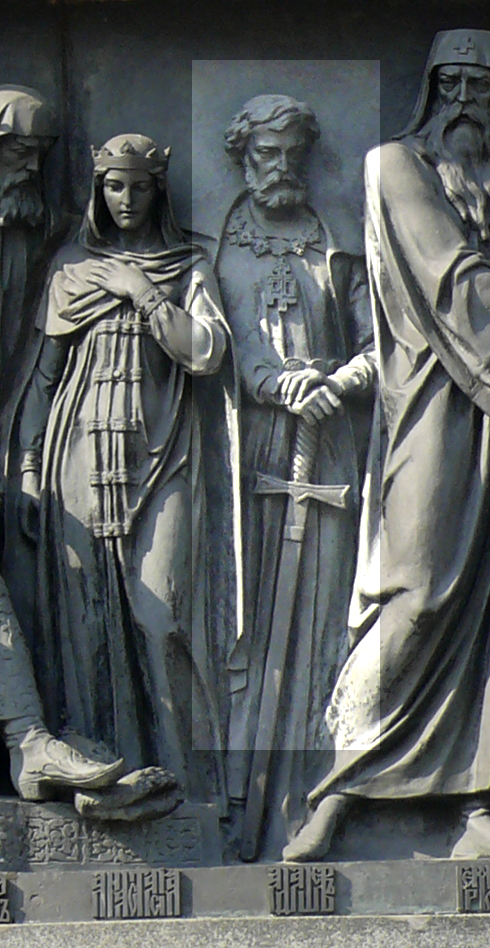
阿列克谢·阿达舍夫

重臣会议（俄语：Избранная рада），或译“重臣拉达”，是对俄国沙皇伊凡四世在位早期的一个亲信幕僚集团的称呼，由数位重要政治及宗教人物所组成。
时年不到20岁的伊凡四世在1547年由莫斯科大公加冕为全俄罗斯沙皇后，身边迅速地聚集起了一批亲信宠臣，这些宠臣对他早年的统治和重大举措施加了莫大的影响力。库尔布斯基亲王在后来与伊凡四世的通信中称这批亲信大臣为“重臣会议”，是这一称呼的由来。
所谓“重臣会议”主要指两人：伊凡的私人告解神甫、圣母领报主教座堂司祭西尔维斯特，和出身于伊凡本人近侍的政治家阿列克谢·阿达舍夫。二人均出身不高，且与伊凡四世本人关系密切，伊凡对他们的倚仗除了由于二人的才能之外，或有部分来自他对于传统波雅尔贵族的敌视和不信任。部分学者认为，同时期伊凡四世倚仗的其他重要政治、宗教人物也可被划入“重臣会议”中，如莫斯科都主教马卡里等。
重臣会议在伊凡四世统治早期的诸多重大举措中都起到了一定作用。这些举措包括：1549年首届全俄罗斯缙绅会议的召集、1550年伊凡四世法典的颁布、1551年百章会议的召集、俄国首家印刷厂的建立、建立与英格兰和神圣罗马帝国的联络、对喀山汗国和阿斯特拉罕汗国的征服，以及其它重要的行政、宗教、军事改革。“重臣会议”的辅佐帮助伊凡四世稳定了早期的局面，并加强了君主专制和中央集权。
1560年，由于在利沃尼亚战争问题上与伊凡四世意见相左，且被怀疑与皇后安娜斯塔西娅·罗曼诺夫娜的意外身亡有牵连，西尔维斯特和阿达舍夫遭到贬黜和流放，所谓重臣会议也最终解体。